# Parerga et Paralipomena

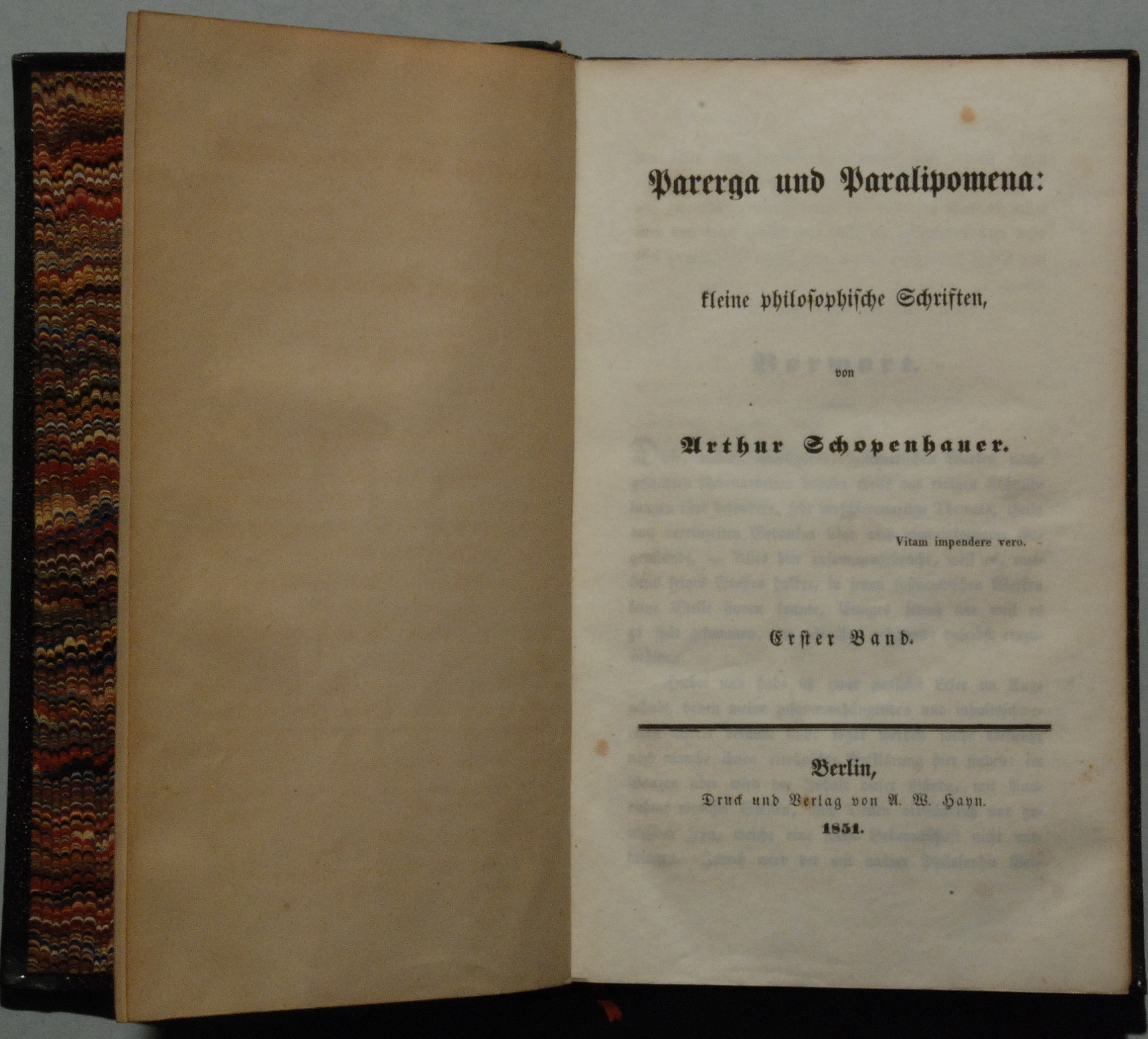
Page de garde de la première édition (1851) chez l'éditeur Hayn de Berlin

Les Parerga et Paralipomena (en grec, « Suppléments et Omissions » ou « Accessoires et Restes ») est un recueil d'Arthur Schopenhauer publié en 1851. Écrits dans un style facile d'accès et abordant des sujets souvent familiers, les Parerga et Paralipomena connurent un grand succès et sont à l'origine de la reconnaissance tardive d'Arthur Schopenhauer. 
L'ouvrage se répartit en deux volumes, les Parerga suivis des Paralipomena. Dans une lettre à Julius Frauenstädt, Schopenhauer intitule initialement l'ouvrage Opera Mixta ou Vermischt ((litt. Mélanges). Il expliqua que le titre grec est voulu pour un ouvrage à destination des savants.
Les Parerga sont composés de six essais conçus comme compléments à la pensée de l'auteur.
- Esquisse d'une histoire de la doctrine de l'idéal et du réel.
- Fragments sur l'histoire de la philosophie.
- Sur la philosophie dans les universités.
- Spéculation transcendante sur l'apparente préméditation dans le destin de l'individu.
- Essais sur les apparitions et les faits qui s'y rattachent.
- Aphorismes sur la sagesse dans la vie.

Les Paralipomena, divisés en 31 courts chapitres, traitent de sujets non encore abordés par le philosophe mais qu'il jugeait complémentaires aux Parerga. C'est dans les Paralipomena que se trouve le fameux essai Sur les femmes.
En considération de l'accueil peu enthousiaste fait aux publications antérieures de l'auteur, les éditeurs hésitèrent à publier son dernier ouvrage. C'est seulement après de nombreuses difficultés et grâce à l'insistance du disciple du philosophe, Julius Frauenstädt, que Hayn à Berlin consentit à publier les deux volumes avec un tirage de 750 exemplaires dont seulement dix pour l'auteur.
Les Parerga et Paralipomena ont attiré l'attention de John Oxenford, un dramaturge et traducteur anglais de littérature allemande qui, de façon anonyme, en a fait une recension élogieuse pour l'English quarterly journal Westminster Review en 1852. L'année suivante, Oxenford rédigea pour cette revue un article sur la philosophie de Schopenhauer intitulé « Iconoclasme dans la philosophie allemande » qui, traduit en allemand et imprimé dans la Vossische Zeitung, suscita l'intérêt immédiat en Allemagne pour les travaux de Schopenhauer et propulsa l'obscur philosophe au premier plan. Fort de cet intérêt nouveau, Schopenhauer put faire éditer de nouvelles éditions de tous ses travaux antérieurs.
Schopenhauer songeait à une nouvelle édition de l'ouvrage, mais meurt avant de l'avoir achevé. Des notes sont compilées à titre posthume dans une réédition réalisée en 1862 par Julius Frauenstädt